# Spicy Marmalade
「Spicy Marmalade」（スパイシー・マーマレード）は、1999年7月23日にリリースされたBAD LUCKの1stシングル。発売元はアンティノスレコード。

## 概要
コタニキンヤ.のデビューシングル。OVA『グラビテーション』挿入歌に起用され、作中のバンドBAD LUCK名義でリリースされた。次作「高熱BLOOD」よりコタニキンヤ名義でのリリースとなり、BAD LUCK名義でリリースされたシングルは本作のみである。累計売上は0.3万枚を記録した。2000年12月6日にコタニキンヤ名義でリリースされたアルバム『HISTORY P-20』に収録されているほか、2015年2月11日にリリースされたシングル「This is GRAVITATION Vol.1」にセルフカバー版が収録されている。

## 収録曲
1. Spicy Marmalade
  - 作詞/作曲/編曲：Mad Soldiers